# Pessida
Pessida là một chi bướm đêm thuộc họ Erebidae.